# Welney
Welney – wieś w Anglii, w hrabstwie Norfolk, w dystrykcie King’s Lynn and West Norfolk. Leży 74 km na zachód od Norwich i 115 km na północ od Londynu. Miejscowość liczy 528 mieszkańców.